# 孫易磊
孫易磊（2005年2月10日—），為台灣棒球選手，守備位置為投手，目前效力於日本職棒北海道日本火腿鬥士。

## 生平
孫易磊出生於臺北市，具有阿美族血統，哥哥孫易伸亦為職棒選手。國小就讀臺北市東園國小，並於2017年入選U-12世界盃棒球賽，並獲得亞軍。
國中就讀臺北市重慶國中，同時以投手和野手的身分出賽，並在2019年時入選小馬聯盟世界青少棒賽，順利獲得冠軍。
高中就讀穀保家商，仍繼續以投手和野手的身分出賽。2023年在高中棒球聯賽拿下木棒組的MVP。9月入選U-18世界盃棒球賽，並在預賽首戰對決澳洲隊完投7局沒有讓對手得分，收下一次完封勝，也讓台灣隊拿下預賽的首場勝利，最終拿下該屆賽事的亞軍。
而他在U-18世界盃棒球賽的好表現也引起國外球團的關注，最後在2023年10月16日，日本職棒北海道日本火腿鬥士隊以9000萬日圓的簽約金和孫易磊簽下4年的合約，並以育成選手身分開始，預計以投手身分磨練。而他也是火腿隊首位海外業餘選手。
2023年12月，入選亞錦賽，並在12月8日的超級循環賽中對日本隊投出157公里的速球，刷新個人球速紀錄。
2025年5月22日，北海道日本火腿鬥士隊在官網正式宣布孫易磊轉為支配下選手，背號96號。
2025年5月22日，轉為支配下選手當日即出賽，在高壓平局的情況下初登板，後援2局無失分，火腿一軍監督新庄剛志讚其有極高的膽識。

## 成棒國手經歷
- 2023年亞洲棒球錦標賽中華隊
- 2026年世界棒球經典賽資格賽中華隊

## 外部連結
- 孫易磊在台灣棒球維基館上的頁面（繁體中文）
- 孫易磊在美國職棒官網（英语）
- 孫易磊在日本職棒官網（英语）
- 孫易磊在Baseball-Reference.com（小聯盟以及海外聯盟）（英语）